# Préfecture de Miyagi
Pour les articles homonymes, voir Miyagi.
La préfecture de Miyagi (宮城県, Miyagi-ken) est une préfecture du Japon située dans le Tōhoku.

## Géographie
La préfecture de Miyagi est située au nord-est de l'île de Honshū, au centre du Tōhoku sur l'océan Pacifique. Il y a de hautes montagnes à l'ouest et le long de la côte nord-est, cependant la plaine centrale entourant Sendai est très large. La préfecture est composée de 13 villes (市, shi) et 10 districts (郡, gun) qui comprennent un total de 21 bourgs et 1 village. La capitale de la préfecture de Miyagi est la ville de Sendai, qui est subdivisée en cinq arrondissements. La préfecture de Miyagi est bordée des préfectures de Fukushima, Yamagata, Akita et Iwate.

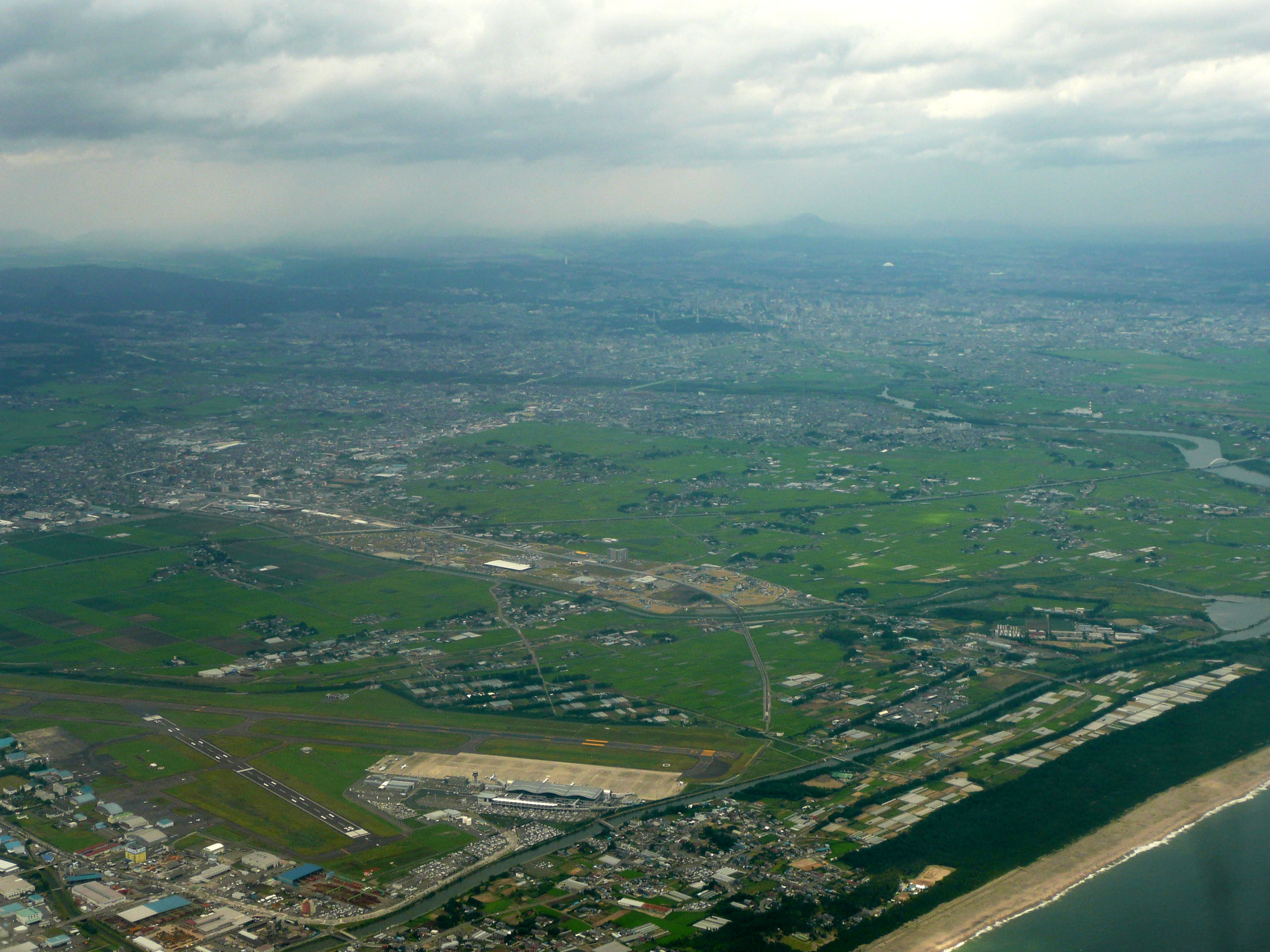
Vue panoramique de la plaine de Sendai, s'étendant jusqu'à la zone métropolitaine de Sendai dans la préfecture de Miyagi

### Villes
Liste des villes de la préfecture de Miyagi, ainsi que de leurs arrondissements (区, ku).
| - Higashimatsushima - Ishinomaki - Iwanuma - Kakuda - Kesennuma - Kurihara - Natori | - Ōsaki - Sendai - Aoba-ku - Izumi-ku - Miyagino-ku - Taihaku-ku - Wakabayashi-ku | - Shiogama - Shiroishi - Tagajo - Tome - Tomiya |

### Districts
Liste des districts de la préfecture de Miyagi, ainsi que de leurs bourgs (町, cho / machi) et son unique village (村, son / mura).
| - District d'Igu - Marumori - District de Kami - Kami - Shikama - District de Katta - Shichikashuku - Zaō - District de Kurokawa - Ōsato - Taiwa - village d'Ōhira | - District de Miyagi - Matsushima - Rifu - Shichigahama - District de Motoyoshi - Minamisanriku - District d'Oshika - Onagawa | - District de Shibata - Kawasaki - Murata - Ōgawara - Shibata - District de Tōda - Misato - Wakuya - District de Watari - Watari - Yamamoto |

## Économie
Bien que la pêche et l'agriculture de la préfecture de Miyagi soient importantes, l'économie de la préfecture est dominée par les industries autour de Sendai, en particulier l'électronique, l'électroménager et l'agroalimentaire.

## Histoire
La préfecture de Miyagi faisait autrefois partie de la province de Mutsu. Date Masamune construit le château de Sendai comme siège pour diriger la province de Mutsu. En 1871, la préfecture de Sendai fut créée, puis renommée en préfecture de Miyagi l'année suivante.
Le 11 mars 2011, un séisme de magnitude 9,0 et un tsunami a frappé la préfecture de Miyagi, causant des dommages importants dans la région. Le tsunami a été estimé à environ 10 mètres de hauteur. Selon les sources officielles nippones 7.571 personnes de cette seule préfecture ont perdu la vie lors de cette catastrophe.

## Jumelages
La préfecture de Miyagi est jumelée avec les municipalités suivantes :
- Jilin (Chine) depuis le 1er juin 1987 ;
- Rome (Italie) depuis le 8 octobre 2001 ;
- Delaware (États-Unis) depuis le 10 septembre 1997.